# Justyna Banasiak
Justyna Banasiak-Konieczny (ur. 2 maja 1986 w Szczecinie) – polska gimnastyczka artystyczna, olimpijka z Aten 2004.
W 1999 rozpoczęła naukę w Szkole Mistrzostwa Sportowego w Gdyni, przygotowując się do Igrzysk Olimpijskich w układach „zbiorowych”. W 2004 Na Igrzyskach Olimpijskich w Atenach zajęła 10. miejsce w wieloboju drużynowym w gimnastyce artystycznej.
Ukończyła szkołę kosmetyczną i była tancerką w Teatrze Muzycznym w Gdyni, a następnie w Białymstoku. W 2008 zajęła 12. miejsce w trzeciej edycji programu rozrywkowego You Can Dance – Po prostu tańcz! w TVN. Zagrała Justynę, główną bohaterkę serialu Miłość na bogato (2013–2014) w Viva Polska.